# Mycteria
Mycteria is een geslacht van vogels uit de familie van de ooievaars (Ciconiidae). De wetenschappelijke naam van het geslacht werd in 1758 gepubliceerd door Carl Linnaeus. Het geslacht telt 4 soorten.

## Kenmerken
De soorten in dit geslacht zijn grote vogels met een gemiddelde lengte tussen de 90 en 100 centimeter, en een spanwijdte van 1,5 meter. Het verenkleed is over het algemeen wit, met zwarte strepen op de vleugels die goed te zien zijn in de vlucht. De soorten van de Oude wereld hebben een helder gele snavel, een rood of geel gezicht zonder veren en rode poten.
Juveniele vogels zijn een pluizige variant van de volwassenen, in het algemeen bruiner van kleur en een vale kleur snavel.

## Leefwijze
Deze ooievaars zijn breed-gevleugelde hoogvliegende vogels die met hun nek en poten uitgestrekt vliegen. Het zijn standbroeders in laagliggende draslanden met veel bomen, waarin ze hun nest maken.
Deze ooievaars lopen traag en rechtop over grote, open draslanden op zoek naar hun prooi, die bij bijna alle ooievaars uit dit geslacht bestaat uit vis, kikkers en grote insecten.

## Verspreiding
Soorten uit dit geslacht komen voor in Noord-Amerika, Zuid-Amerika, Oost-Afrika en Zuid- en Zuidoost-Azië. 

## Soorten
De volgende soorten zijn bij het geslacht ingedeeld:
- Mycteria americana – Kaalkopooievaar
- Mycteria cinerea – Maleise nimmerzat
- Mycteria ibis – Afrikaanse nimmerzat
- Mycteria leucocephala – Indische nimmerzat

### Uitgestorven
Bekend van fossielen zijn:
- Mycteria milleri (Midden Mioceen uit Cherry country in de Verenigde Staten)
- Mycteria wetmorei (Laat Pleistoceen uit het westen en zuidoosten Verenigde Staten en Cuba)

De laatste was een grote zustersoort van de kaalkopooievaar, die hem ooit vervangen heeft in de Verenigde Staten.

## Afbeeldingen

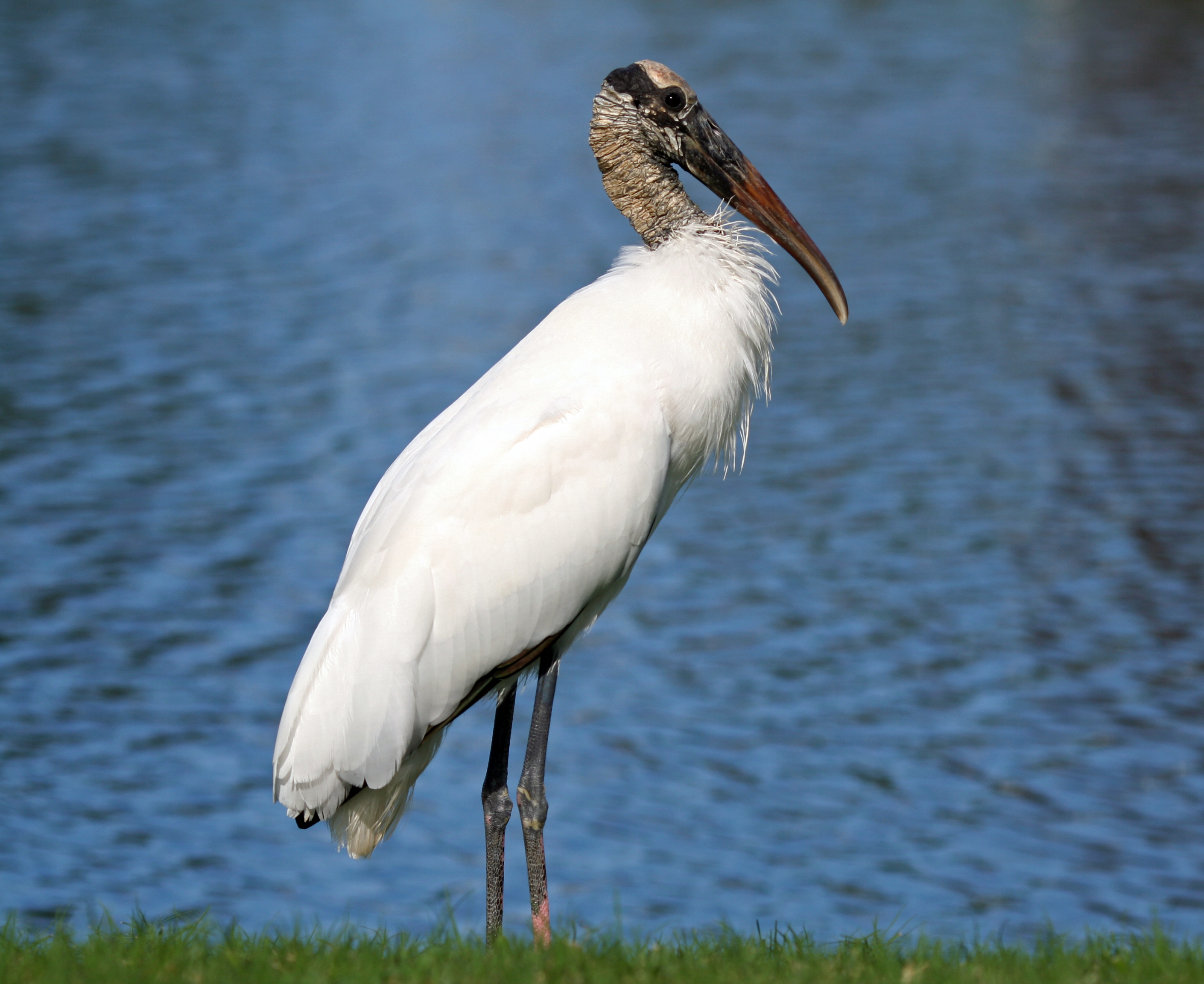
Kaalkopooievaar
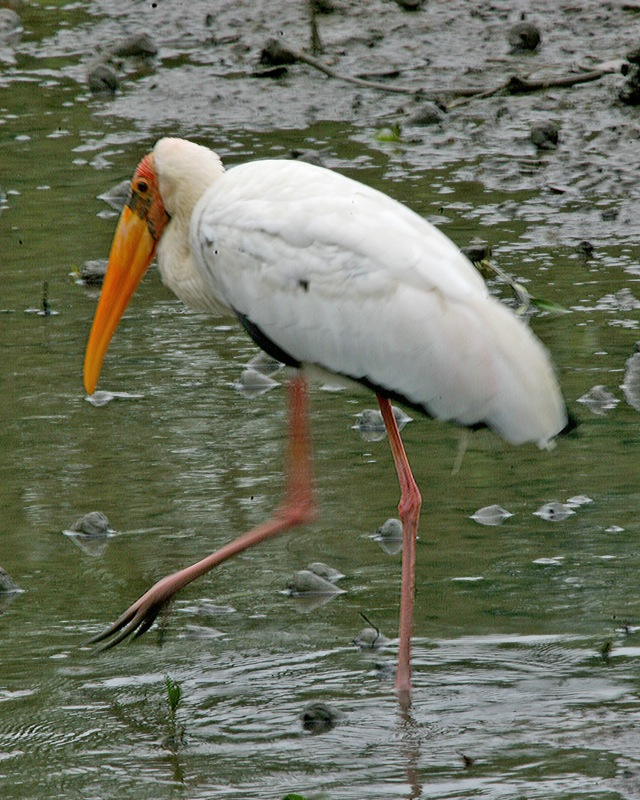
Maleise nimmerzat
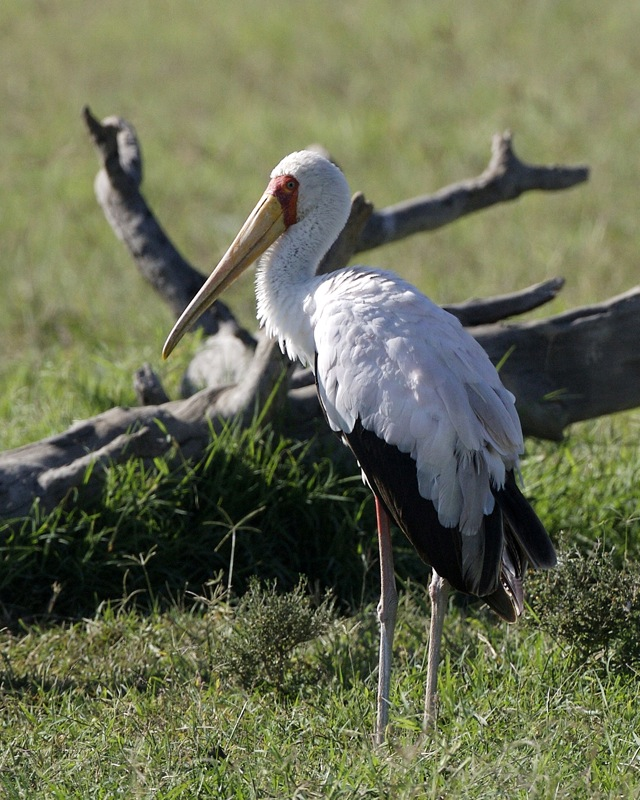
Afrikaanse nimmerzat
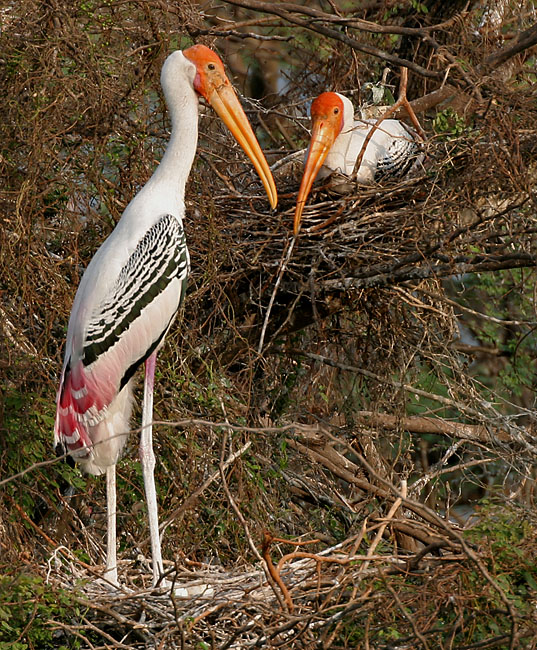
Indische nimmerzat